# 구니타케 유토
구니타케 유토(일본어: 國武 勇斗, 2005년 12월 20일~)는 일본의 축구 선수이다.

## 구단 경력
그는 2024년 J3리그의 나라 클럽에 입단했다.